# Història del futbol americà a Catalunya
La història del futbol americà a Catalunya és relativament recent. Fou a Badalona quan el desembre de 1987, Pere Moliner, va fundar els Badalona Drags, primer club del país. Juntament amb Ramon Ventura, primer president de la Federació Catalana de Futbol Americà (FCFA) i Alfonso Genchi, entrenador, aleshores, del Red Eagles de Catanzaro italià acordaren la disputa del primer partit de futbol americà a Catalunya. Es disputà el 19 de març de 1988 i enfrontà els Badalona Drags amb els Palermo Cardinals al Camp de Rugbi Universitari de Barcelona. La victòria final fou per als italians per 12 a 18.
L'èxit del partit provocà el naixement, el mateix 1988, de nous clubs, els Pioners de l'Hospitalet, els Búfals de Poblenou i els Barcelona Bóxers. El juliol de 1988 es disputà la primera competició d'aquest esport, el Trofeu Maresme. Entre setembre i desembre del mateix any es disputà la primera Lliga Nacional organitzada per la FCFA i que enfrontà els quatre clubs amb victòria de Badalona.
La primavera de 1989 s'organitzà la primera supercopa catalana amb la participació de dos nous equips, els Broncos de Sants i el primer club nascut fora del Principat, els Mallorca Voltors. El vencedors foren els Bóxers, que iniciaren una llarga època de supremacia dins d'aquest esport.
La segona lliga catalana veu com l'aparició de nous clubs porta a la participació en la competició d'un total de 12 equips, entre ells els Madrid Osos, que participaren en la competició catalana, de manera que el campió català esdevingué de facto el campió espanyol. La final enfrontà Bóxers i Drags davant 18.000 espectadors, amb victòria final dels primers. Aquests anys va veure el naixement del primer club del País Valencià, els Cullera Giants.
La següent competició, la segona supercopa catalana, va tenir com a fet destacat la participació de tres equips madrilenys, Osos, Panteras i Toros. A la final, els Bóxers es proclamaren campions en una final disputada a l'Estadi Olímpic de Montjuïc davant prop de 25.000 espectadors. L'èxit de les competicions portà a l'entrada dels primers patrocinadors i a l'arribada d'alguns jugadors estrangers, on destacà als Bóxers Steve Pissarkiewicz, ex membre dels Saint Louis Cardinals.
La tercera lliga ja compta amb 21 equips i els Barcelona Howlers s'emportaren el títol, també a l'Estadi Olímpic, liderats per Xisco Marcos. L'èxit, però, portà als primers conflictes de tipus econòmic. Panteras, Osos i Howlers abandonaren la federació catalana impulsant una nova competició semiprofessional amb el suport de l'empresa Unipublic i Antena 3 TV. S'uniren els clubs Vilafranca Eagles, Terrassa Reds, Manresa Bagmonts, Madrid Toros, Cullera Giants i Zaragoza Lions. La competició s'anomenà Spain Football League (SFL) amb la victòria final dels Barcelona Howlers. Les següents edicions de la competició foren guanyades per Vilafranca Eagles i Barcelona Howlers. Una altra competició paral·lela fou la RFL, nascuda el 1993 per equips sense jugadors professionals, i que van guanyar els Salt Falcons.
De forma paral·lela continuà l'organització de la lliga catalana que continuà amb el domini dels Bóxers de Barcelona en una final disputada a Reus. La crisi portà també a la desaparició de nombrosos equips i a una disminució de les audiències. El domini dels Bóxers durant aquests anys només és trencat per la victòria dels Búfals de Poblenou a la tercera supercopa catalana que es disputà el 1993.

## Els Dragons
L'any 1991, sota el patrocini de la NFL s'endega una nova competició professional anomenada World League i que comptà amb la participació d'un club català, els Barcelona Dragons. El club va reeixir molt bé i va reunir fins a 50.000 afeccionats a l'Estadi Olímpic per als seus partits. Els Dragons guanyaren l'edició de 1997. El públic però, va minvar i l'any 2003 la NFL decidí traslladar la franquícia a Alemanya, el que va significar la fi del club barceloní.

## Els darrers anys
L'any 1995 s'unifiquen lles dues competicions de l'estat i naix l'Agrupación Española de Fútbol Americano (AEFA), que s'encarregarà de l'organització de la LNFA. Els principals clubs catalans s'integren en aquesta competició i la lliga catalana esdevé una segona divisió. Entre 1995 i 1999 els campions catalans són Bocs d'Argentona, Reds de Terrassa, Fènix de Granollers i Imperials de Reus (2 cops).
El 1995 es disputà el primer partit femení de futbol americà que enfrontà les Barcelona Queens i les Bad Girls. El 1996 veu la desaparició d'un dels clubs històrics del futbol americà català, els Barcelona Bóxers.
La supremacia de l'esport a nivell espanyol veu el ressorgiment del club degà, els Badalona Dracs, amb cinc lligues entre 1998 i 2003, ben acompanyats per clubs com els Vilafranca Eagles i Granollers Fènix amb una lliga cadascun, i Pioners de l'Hospitalet amb dues. La lliga catalana és dominada als anys 2000 per un nou club que destaca per la seva tasca de formació, els Barcelona Uroloki, que es proclamen quatre cops consecutius campions de lliga.

## Jugadors destacats
- Xisco Marcos
- Diego Martos
- Ivan Imbernón
- Pau Coll
- Jesús Mariano Angoy